# Neillsville
Neillsville és una població dels Estats Units a l'estat de Wisconsin. Segons el cens del 2000 tenia 2.731 habitants.

## Demografia
Segons el cens del 2000, Neillsville tenia 2.731 habitants, 1.130 habitatges, i 653 famílies. La densitat de població era de 376,6 habitants per km².
Dels 1.130 habitatges en un 27,1% hi vivien nens de menys de 18 anys, en un 44,5% hi vivien parelles casades, en un 10,1% dones solteres, i en un 42,2% no eren unitats familiars. En el 38,1% dels habitatges hi vivien persones soles el 21,3% de les quals corresponia a persones de 65 anys o més que vivien soles. El nombre mitjà de persones vivint en cada habitatge era de 2,24 i el nombre mitjà de persones que vivien en cada família era de 2,99.
Per edats la població es repartia de la següent manera: un 25,3% tenia menys de 18 anys, un 7% entre 18 i 24, un 24,2% entre 25 i 44, un 18,7% de 45 a 60 i un 24,8% 65 anys o més.
L'edat mediana era de 40 anys. Per cada 100 dones de 18 o més anys hi havia 79,3 homes.
La renda mediana per habitatge era de 29.969 $ i la renda mediana per família de 41.076 $. Els homes tenien una renda mediana de 30.523 $ mentre que les dones 20.379 $. La renda per capita de la població era de 16.298 $. Aproximadament el 6,3% de les famílies i el 10,3% de la població estaven per davall del llindar de pobresa.

## Poblacions més properes
El següent diagrama mostra les poblacions més properes.